# Brasileira
Brasileira là một đô thị thuộc bang Piauí, Brasil. Đô thị này có diện tích 880,893 km², dân số năm 2007 là 7693 người, mật độ 8,73 người/km².